# Soundalike
Ein Soundalike ist eine nachkomponierte Melodie oder ein Lied, das so ähnlich klingt (sound alike) wie das Original. Ein Soundalike wird meistens aus Kostengründen von der Werbeindustrie verwendet, um einen weitaus teureren Rechteeinkauf des Original-Titels zu vermeiden. Des Weiteren wird als Soundalike auch ein Synchronsprecher bezeichnet, der dem ursprünglichen Sprecher möglichst ähnlich klingt.